# 乌波尔尼科夫斯卡亚农村居民点
乌波尔尼科夫斯卡亚农村居民点（俄语：Упорниковское сельское поселение）是俄罗斯联邦伏尔加格勒州涅哈耶夫斯卡亚区所属的一个农村居民点。其下辖有5个居民点，行政中心为乌波尔尼科夫斯卡亚。据2016年统计，该农村居民点的人口为1436人。